# Parco dello Strone
Il Parco dello Strone, nasce lungo i 18 km percorsi dal fiume Strone: per le sue qualità paesaggistiche e naturalistiche nel 1990 la regione Lombardia ha riconosciuto quest'area come parco locale di interesse sovracomunale.

## Territorio
Il Parco dello Strone copre un territorio di 735 ettari. Lo Strone nasce nel laghetto di Scarpizzolo, nel quale sfociano lo Strone Basso e il Fosso Strone, e sfocia nell'Oglio a Pontevico; nel territorio coperto dal suo parco, si succedono rogge, risorgive e colatori irrigui, volti ad alimentare il corso dello Strone. Il Parco tra Cadignano e Pontevico è attraversato dalla ciclabile Brescia-Cremona. Tra Verolanuova e Pontevico, si estende il Parco delle Vincellate, un'area verde che costituisce l'ultimo lembo della foresta temperata che un tempo ricopriva la Bassa Bresciana.
Il corso del fiume interessa i seguenti comuni:
- San Paolo
- Verolanuova
- Verolavecchia
- Pontevico

## Amministrazione
L'ente gestore del parco è un consorzio formato dai quattro comuni interessati.
La sede del parco è posta nel comune di Verolavecchia, e la presidenza è svolta a rotazione tra i quattro comuni partecipanti.

## Monumenti e luoghi d'interesse
- Casino del Laghetto (Scarpizzolo, San Paolo): sede degli Amici del Laghetto.[4]
- Palazzo Martinoni (Bettegno, Pontevico): edificato tra il XIV e il XV secolo.[5]
- Centrale idroelettrica e laghetto delle Vincellate (Pontevico)[4]
- Palazzo Simonelli (Campazzo, Pontevico): edificato tra il XIV e il XV secolo e successivamente ampliato.[5]
- Palazzo Ugoni (Campazzo, Pontevico): edificato nel 1671 dai nobili Ugoni.[5]
- Chiesa di San Fermo (Pontevico): anticamente nota come della Beata Vergine dello Strone.[6]